# Paraleprodera carolina
Paraleprodera carolina là một loài bọ cánh cứng trong họ Cerambycidae.